# Стояни
Стояни́ — заповідне урочище місцевого значення в Україні. Розташоване на території Нововоронцовського району Херсонської області, на захід від села Дудчани. 
Площа 15 га. Статус присвоєно згідно з рішенням Херсонського облвиконкому від 19.08.1983 року № 441/16. Перебуває у віданні ДП «Великоолександрівське ЛМГ» (Гаврилівське лісництво, кв. 82, вид. 2, 3, 7; кв. 87, вид. 6,8). 
Статус присвоєно для збереження штучно створених лісонасаджень. В урочищі є джерело питної води.